# ستيفانو موليناري
ستيفانو موليناري (بالإيطالية: Stefano Molinari)‏ هو لاعب كرة قدم إيطالي في مركز الدفاع، ولد في 26 أغسطس 2000 في إيطاليا.

## وصلات خارجية
- ستيفانو موليناري على موقع قاعدة بيانات كرة القدم.إي يو (الإنجليزية)
- ستيفانو موليناري على موقع Soccerway.com (الإنجليزية)
- ستيفانو موليناري على موقع عالم كرة القدم.نت (الإنجليزية)